# المفرحات
المفرحات هي قرية في منطقة المدينة المنورة في غرب المملكة العربية السعودية. الاسم التاريخي للمفرّحات هو "ثنية الحفيرة"، أو "الحُفَيْر"

## الآثار
توجد بها بئر أثرية، أمر بحفرها عمر بن عبدالعزيز بن مروان عندما كان واليا على المدينة المنورة 88-91 ولي الخلافة 99-101.